# Hans Schindhelm
Hans Schindhelm bzw. Hans-Gerhard Schindhelm (* 5. Juli 1908 in Dresden; † unbekannt) war ein deutscher Jurist, SS-Führer und Gestapo-Beamter.

## Leben
Schindhelm studierte nach dem Abschluss seiner Schullaufbahn Rechtswissenschaft an den Universitäten Dresden und Leipzig. Nach der Machtergreifung der Nationalsozialisten wurde er am 1. Mai 1933 Mitglied der NSDAP (Mitgliedsnummer 2.452.706) und am 27. Juni 1938 der SS (Mitgliedsnummer 353.427).
Ab 1938 war Schindhelm als Assessor beim Judendezernat der Gestapo Leipzig tätig. Er leitete dort das Referat II B 3. Im April 1941 wurde Schindhelm als Nachfolger von Johannes Thümmler stellvertretender Leiter der Staatspolizeileitstelle Dresden und leitete dort zudem die Abteilung II (Gegnerbekämpfung).
Von Mitte November 1942 bis zum Oktober 1943 leitete Schindhelm als Nachfolger von Erich Isselhorst das Einsatzkommando 8 der Einsatzgruppe B, das im Generalbezirk Weißruthenien Juden ermordete.
Ab November 1943 leitete Schindhelm die Abteilung IV (Gestapo) beim Befehlshaber der Sicherheitspolizei und des SD im Generalgouvernement. Schindhelm wurde im Mai 1944 zum Oberregierungsrat befördert und stieg im selben Jahr zum SS-Obersturmbannführer auf. Schindhelm bezeichnete sich selbst als „Henker von Krakau“.
Ab Februar 1945 leitete Schindhelm die Sicherheitspolizei und den SD in der Festung Frankfurt am Main.
Sein Verbleib konnte nach Kriegsende nicht geklärt werden.

## Weblink
- Biographie von Hans Schindhelm (Memento vom 24. August 2012 im Internet Archive)